# Tablica erekcyjna

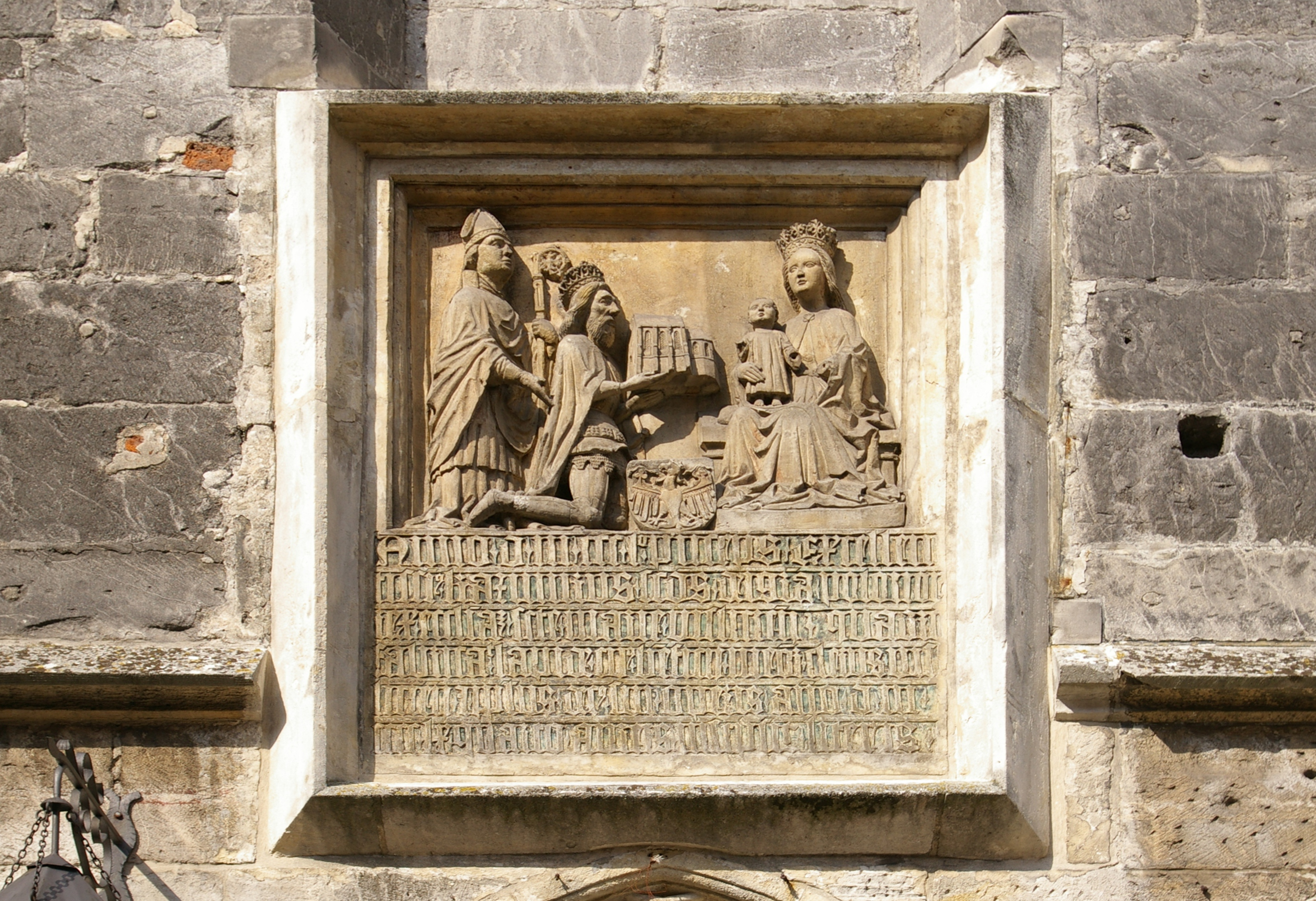
Tablica fundacyjna w królem Kazimierzem Wielkim (Bazylika w Wiślicy)

Tablica erekcyjna – kamienna płyta umieszczona na elewacji kościoła nad głównym lub bocznym wejściem, upamiętniająca budowę danego obiektu, świątyni lub założenie parafii. Przedstawia płaskorzeźbę fundatora ofiarowującego kościół świętemu patronowi oraz inskrypcję opisującą to wydarzenie. Często występuje w sztuce gotyckiej.